# Operation Bottleneck
Operation Bottleneck é um filme de guerra e 1961. Durante a Guerra da Birmânia, um destacamento de paraquedistas norte-americanos são ajudados por um grupo de mulheres locais em sua missão contra os japoneses.

## Elenco
- Ron Foster ... Tenente Rulan H. Voss
- Miiko Taka ... Ari
- Norman Alden ... Capitão Lester 'Merc' Davenport
- John Clarke ... Sargento Marty Regan
- Ben Wright ... Manders
- Dale Ishimoto ... Matsu
- Jane Chang ... Atsi
- Lemoi Chu ... LoLo
- Tiko Ling ... Tai
- Jin Jin Mai ... Sawbu
- June Kawai ... Danue
- George Yoshinaga ... Koju